# Paul Goma
Pour les articles homonymes, voir Goma (homonymie).
Paul Goma, né le 2 octobre 1935 à Mana, village proche d'Orhei (alors Roumanie, aujourd'hui en Moldavie), et mort le 24 mars 2020 à Paris 13e, est un écrivain roumain, devenu dissident opposé au régime communiste de Roumanie, puis exilé en France où il est devenu apatride, nationaliste et antisémite.

## Biographie
Fils d'instituteurs roumanophones de Bessarabie, Paul Goma a cinq ans lorsque sa famille doit fuir devant l'Armée rouge, alors qu'en application du protocole secret du pacte germano-soviétique, l'URSS annexe son pays natal. La famille s'installe à Sibiu, où la dictature communiste (roumaine cette fois) la rattrapera cinq ans plus tard, alors que le petit Paul a dix ans.

### Dissidence
Paul Goma a montré dès sa jeunesse un esprit contestataire, frondeur et provocateur, déclarant que « la persécution ou la disparition d'un citoyen n'est rentable pour un pouvoir, que si ce citoyen reste anonyme ». En mai 1952, alors qu'il est élève en seconde au lycée « Gheorghe Lazăr » de Sibiu, Goma défend des camarades accusés de « menées subversives » et, amené à la Securitate (la police politique du régime), il y est interrogé durant huit jours, après quoi il est exclu du lycée. Il réussit à poursuivre sa scolarité à 100 kilomètres de là, au lycée « Radu Negru » de Făgăraș, passant son bac en 1953. En 1954 il réussit aux examens d'admission en philologie à l'université de Bucarest et en littérature à l'Institut de littérature « Mihai Eminescu », choisissant ce dernier. Il a comme professeurs Radu Florian, Tamara Gane, Mihai Gafița et T.G. Maiorescu, et adhère à l'Union des jeunesses communistes, pensant que la « rénovation intérieure » peut être plus efficace que la « contestation extérieure ». Mais à la suite de ses nombreuses provocations et disputes (entre autres, il manifeste son soutien à la révolution hongroise de Budapest), il en est exclu en novembre 1956 et aussitôt arrêté, puis jugé pour « tentative d'organiser une manifestation hostile au socialisme » ; en mars 1957, il est condamné à deux ans de correctionnelle, et en fera trois (il fut insoumis en prison aussi) à Jilava et à Gherla. En 1960, il est envoyé en résidence forcée et sous contrôle judiciaire dans le village de Lătești, dans la plaine valaque du Bărăgan, où il est assigné jusqu'en 1964. 
Ne pouvant pas reprendre ses études là où elles avaient été interrompues, il se réinscrit en première année en philologie, à Bucarest, en 1965. Pensant toujours à la « résistance intérieure », il s'inscrit au Parti communiste roumain. En 1968 il adhère au socialisme à visage humain défendu à Prague par Alexander Dubček, et comme Nicolae Ceaușescu, le nouveau président roumain, soutient lui aussi Dubček au début, Goma n'est pas inquiété. Il achève ses études en 1970. En 1971, alors que son roman Ostinato (L'obstiné), censuré en Roumanie, paraît en version intégrale en R.F.A. (des amis dissidents ont sorti le manuscrit), il est exclu du Parti communiste roumain.
Au printemps 1977, Goma réussit par le même biais à envoyer une « Lettre ouverte au gouvernement roumain » à la radio américaine Free Europe, exigeant le respect des droits de l'homme en Roumanie. Cette lettre y est lue au micro. Paul Goma est aussi l'un des signataires de la « Charte 77 ». Exclu de l'Union des écrivains, puis arrêté et torturé par la Securitate, il est détenu plusieurs mois à la prison de Rahova. Mais, étant déjà connu en Occident et répertorié par l'ONG Amnesty International, il ne peut plus être jugé et condamné sans provoquer des protestations internationales, alors même que le régime communiste tente de donner à l'étranger l'image d'une « démocratie populaire indépendante ».

### Exil et tentatives d'assassinat
Le 20 novembre 1977, Paul Goma, son épouse et son fils sont privés de la nationalité roumaine et expulsés vers la France. À Paris, ils demandent et obtiennent l'asile politique. Comme les autres dissidents, Goma continue à dénoncer le totalitarisme et les crimes du régime communiste de Roumanie (en 2005, le gouvernement roumain a chiffré le nombre de victimes en Roumanie à deux millions entre 1945 et 1989 soit 10 % de la population). La police politique du régime de Nicolae Ceaușescu, la Securitate, réagit par un colis piégé (désamorcé par la police française, qui protège alors Goma) puis par plusieurs tentatives d'empoisonnement contre Goma et son fils.

### Revirement nationaliste
À partir de 1980, Goma est indigné par le peu d'écho suscité en Occident par les crimes des régimes communistes est-européens en comparaison avec le devoir de mémoire vis-à-vis de la Shoah, bien mieux respecté par les historiens, les écrivains et les cinéastes. Il donne à son combat un ton de moins en moins universaliste, de plus en plus nationaliste et anti-occidental. Au motif que « la France est quadrillée d'hommes d'influence ayant tout fait pour relativiser les crimes communistes », Goma refuse la nationalité française, pourtant offerte au bout de seulement trois ans de séjour, en même temps qu'au dissident tchèque Milan Kundera (qui l'accepte), et se rapproche des positions nationalistes défendues avant guerre en Roumanie par Nae Ionescu, Octavian Goga et Nichifor Crainic. Après la Libération roumaine, en décembre 1989, Goma fait partie durant huit jours de la Commission présidentielle pour l'analyse de la dictature communiste en Roumanie, dont il est révoqué par son coordonnateur Vladimir Tismăneanu, à cause de ses positions nationalistes. Il écrit des articles dans les revues Vatra, Familia, Timpul et Jurnalul Literar et une partie de ses livres est publiée en Roumanie.
En 2002, Goma publie son témoignage La semaine rouge, 28 juin - 3 juillet 1940, ou la Bessarabie et les Juifs, qui relate les atrocités commises par une fraction de la population non-roumanophone de Bessarabie lors de l'ultimatum de Joseph Staline à la Roumanie et de l'occupation soviétique de la Bessarabie et de la Bucovine du Nord fin juin 1940. Mais si ce récit est globalement conforme au déroulement des pillages, viols et massacres alors commis au détriment de la majorité moldave roumanophone, on constate que Goma les attribue spécifiquement et globalement « aux Juifs », pour ensuite qualifier la Shoah en Roumanie de « vengeance contre les actes commis l'année précédente » et absoudre le fascisme roumain de ses responsabilités lors de l'attaque de l'Axe contre l'URSS (22 juin 1941).
Cette partialité déclenche aussitôt une violente polémique. Selon Nicolas Trifon (historien), Paul Goma, à l'instar de Norman Manea mais pour de toutes autres raisons, « place son témoignage littéraire dans l'engrenage de la concurrence mémorielle », sa démarche devenant « caractéristiquement antisémite ». Goma, dont le caractère sanguin est bien connu et dont l'épouse Anna (décédée en 2017) était la fille d'un communiste juif roumain, Peter Fischer/Petru Năvodaru, réfute avec véhémence l'accusation d'antisémitisme et accuse à son tour « de nombreux auteurs juifs d'instrumentaliser l'Holocauste pour cacher les responsabilités de certains Juifs dans les crimes communistes contre les Roumains », exigeant qu'ils « cessent de monopoliser l'histoire avec le mythe du génocide unique, celui dont ils ont été victimes, et de culpabiliser toutes les autres nations, dans le but politique et économique de les dominer et de leur extorquer des fonds, sans aucune analyse critique de leurs propres agissements criminels anti-roumains (et en général anti-goim), avec le soutien et l'approbation de la quasi-totalité des cercles israélites ». Cette déclaration incendiaire lui aliène la plupart des anciens dissidents tels Doina Cornea, Romulus Rusan, Ana Blandiana, Gabriel Liiceanu, Andrei Pleșu ou Mihai Stănescu, qui se désolidarisent publiquement de lui.
Les historiens roumains ont qualifié la Semaine rouge de « manifeste politique qui réinterprète l'histoire, utilise des sources tendancieuses, et n'en choisit que celles qui peuvent servir son propos, rendant une population tout entière » (250 000 Juifs moldaves) « responsable de l'action des "brigades rouges" dirigées par des commissaires politiques soviétiques de toute origine, dont les membres n'étaient pas majoritairement juifs, mais surtout des exclus de la société et des détenus de droit commun sortis des prisons roumaines pour exercer la « terreur rouge » contre les « ennemis de classe » désignés. La Semaine rouge ne sert pas la dénonciation des crimes du communisme, mais des thèses antisémites et négationnistes ». Ils soulignent que les clivages ethniques et religieux ont joué un rôle tragique dans tous les territoires occupés par l'URSS selon le protocole secret du pacte Hitler-Staline : les trois occupants successifs de ces territoires (soviétiques en 1940-1941, nazis allemands ou fascistes roumains en 1941-1944, et à nouveau soviétiques après 1944) ont dressé les unes contre les autres les communautés, qui vivaient globalement en paix sinon en bonne entente auparavant. Lors de la première occupation soviétique, une partie des militants, devenus communistes dans les années 1930, de l'Union générale des travailleurs juifs, ont, de gré ou de force, dû se joindre aux autorités soviétiques qui procédaient alors au « dépistage » et à l'arrestation des catégories de citoyens jugés « nuisibles » : les anciens fonctionnaires des états estonien, letton, lituanien, polonais, roumain (en priorité les enseignants, juristes, policiers et militaires) ; les prêtres ; les professions libérales ; les commerçants (juifs compris) ; les propriétaires de biens de production (dont les dits « koulaks »), de terre (dont les aristocrates) et immobiliers. Tous sont déportés avec leurs familles.
Un an plus tard, les occupants nazis ou fascistes accusent l'ensemble des juifs de ces territoires, sans distinction, d'« être bolcheviques » et responsables des déportations et massacres soviétiques, incitant les populations chrétiennes locales (sortant d'un an de terreur rouge et encore peu informées de la nature réelle du nazisme qui les considère aussi comme « inférieures ») à rechercher, arrêter et livrer les juifs locaux. Ceux-ci sont massacrés avec leurs familles en une « Shoah par balles » (ou « Holocauste de l'Est »), moins connue que celle d'Europe occidentale et centrale, mais non moins meurtrière (environ deux millions de victimes, et on découvre encore de nouvelles fosses communes et dépôts de cendres). Les sources primaires concernant les évènements décrits dans la Semaine rouge se trouvent dans les Archives militaires roumaines et sont citées par des historiens de renom tels Dinu Giurescu ou Mihai Pelin qui précisent que les massacres et déportations ont eu lieu durant l'année qui a suivi l'annexion soviétique et pas seulement durant une seule semaine,,, et que pour les détails, les principales sources se trouvent dans les archives soviétiques, où l'origine et la religion des personnes exerçant les violences et collaborant avec le NKVD ne sont pas précisées.
Face à ces critiques, Paul Goma a tenté de crédibiliser son essai en multipliant les références et en renonçant à certaines approximations, généralisations et amalgames : il publia plusieurs variantes entre 2002 et 2005. La première mouture est parue chez l'éditeur moldave « Museum » de Chișinău en 2003, la deuxième chez « Criterion Publishing House » à Bucarest (2003), la troisième chez « Vremea », également à Bucarest (2004). En Roumanie, le résultat fut l'inverse de ce qu'il espérait : son isolement s'accentua. La Roumanie a refusé de lui rendre sa nationalité d'origine, et il resta apatride. En 2006, une pétition en sa faveur, signée par 300 personnes, s'est heurtée aux fins de non-recevoir du président Traian Băsescu. En Moldavie, il bénéficia quelque temps du soutien d'une partie des cercles unionistes, qui ont fait circuler une pétition de 200 signatures pour qu'on lui accorde la citoyenneté moldave, refusée par un pays où les partis pro-russes socialiste et communiste détiennent 49 % des sièges au Parlement.
Toujours apatride, il meurt du Covid-19 le 24 mars 2020 à Paris.

## Distinctions
- Prix du prosateur, Union des Écrivains de la République de Moldavie, Mars 1992.
- Prix du prosateur, Union des Écrivains de Roumanie, 25 mai 1992.
- Citoyen d'honneur de Timișoara, 30 janvier 2007.

## Ouvrages publiés en français
- La Cellule des libérables, Paris, Éditions Gallimard, coll. « Du monde entier », 1971 (BNF 35212676)
- Elles étaient quatre, Paris, Éditions Gallimard, coll. « Du monde entier », 1974  (ISBN 2-07-029082-4)
- Gherla, Paris, Éditions Gallimard, coll. « Du monde entier », 1976  (ISBN 2-07-029480-3)
- Dossier Paul Goma. L'écrivain face au socialisme du silence, Paris, Éditions Albatros, coll. « Cahiers de l'Est », 1977
- Dans le cercle, Paris, Éditions Gallimard, coll. « Du monde entier », 1977  (ISBN 2-07-029709-8)
- Garde inverse, Paris, Éditions Gallimard, coll. « Du monde entier », 1979  (ISBN 2-07-028577-4)
- Le Tremblement des hommes : peut-on vivre en Roumanie aujourd'hui ?, Paris, Éditions du Seuil, 1979  (ISBN 2-02-005101-X)
- Les Chiens de mort ou la Passion selon Pitești, Paris, Hachette, 1981  (ISBN 2-01-008309-1)
- Chassé-croise, Paris, Hachette, 1983  (ISBN 2-01-009245-7)
- Bonifacia, Paris, Albin Michel, 1986  (ISBN 2-226-02589-8)
- Le Calidor, Paris, Albin Michel, coll. « Les grandes traductions », 1987  (ISBN 2-226-02947-8)
- L'Art de la fugue, Paris, Julliard, 1990  (ISBN 2-260-00635-3)
- Profil bas, Paris, éditions des Syrtes, 2001  (ISBN 2-84545-038-9)

### Biographies
- Mariana Șipoș, Le destin d'un dissident : Paul Goma, Éd. Universal Dalsi, 2005
- Elvira Iliescu, Paul Goma - 70, Éd. Criterion, 2005